# Homonoea pannosa
Homonoea pannosa är en skalbaggsart som beskrevs av Newman 1842. Homonoea pannosa ingår i släktet Homonoea och familjen långhorningar.
Artens utbredningsområde är Filippinerna. Inga underarter finns listade i Catalogue of Life.